# فيليانو دستي
فيليانو دستي (بالإيطالية: Vigliano d'Asti)‏ هي بلدة وبلدية في مقاطعة أستي في إقليم بييمونتي في جنوب إيطاليا.

## السكان
في سنة 1861 بلغ عدد السكان 927 نسمة، وتطور العدد ليصل في سنة 2011 لـ 887 نسمة.
يظهر هذا المخطط البياني تطور النمو السكاني لـ فيليانو دستي